# Althorne
Althorne – wieś w Anglii, w hrabstwie Essex, w dystrykcie Maldon. Leży 22 km na południowy wschód od miasta Chelmsford i 64 km na wschód od Londynu. Miejscowość liczy 1104 mieszkańców.